# Carl Teike

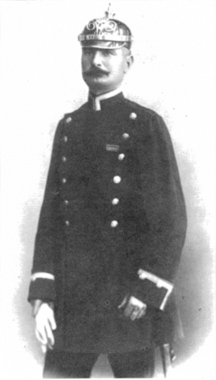
Carl Teike

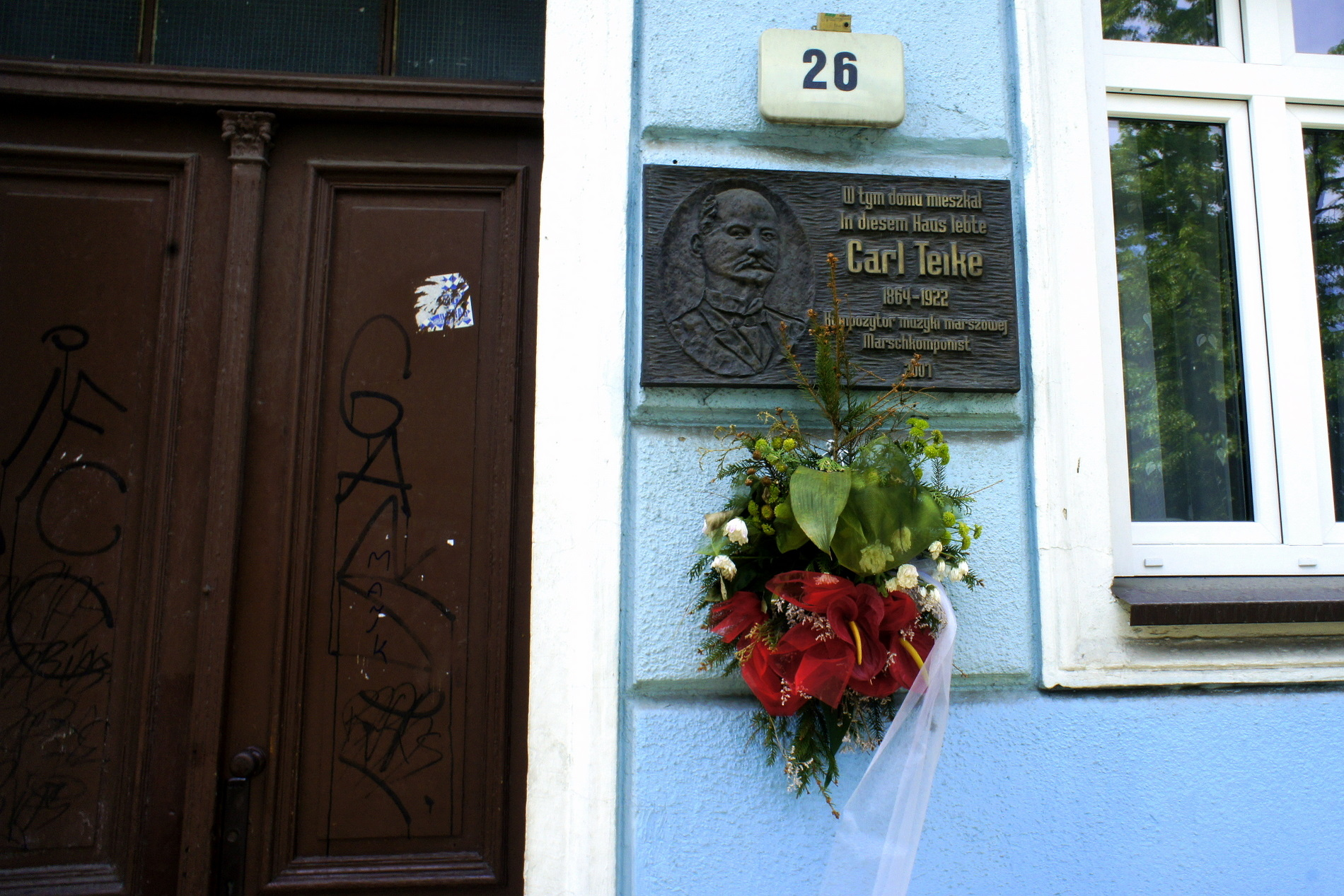
Gorzów Wlkp., Carl Teike Gedenktafel

Carl Teike (* 5. Februar 1864 in Altdamm; † 28. Mai 1922 in Landsberg an der Warthe; vollständiger Name Carl Albert Hermann Teike) war ein deutscher Militärmusiker und Komponist. Er komponierte unter anderem den populären Marsch Alte Kameraden.

## Leben und Leistungen
Teike wurde als Sohn eines Schmiedemeisters in Altdamm bei Stettin geboren. Im Alter von 14 Jahren kam er zum Stadtkapellmeister von Wollin, Paul Böttcher, wo er das Spiel verschiedener Blasinstrumente erlernte und vier Jahre im Ensemble von Böttcher auftrat, so auch im Badeort Misdroy. Ab 1883 wurde er Oboist im Grenadier-Regiment „König Karl“ (5. Württembergisches) Nr. 123 in Ulm, wo er seine ersten Märsche komponierte, von denen Alte Kameraden der bekannteste ist. Nach Ablauf seiner Militärzeit war er zunächst Angestellter bei der Stadtpolizei von Ulm, dann nach 1895 Polizeibeamter in Potsdam. Wegen einer Erkrankung nicht mehr polizeidienstfähig, wurde er 1909 Beamter (Kreisamtsgehilfe) in Landsberg an der Warthe. Neben dem Marsch Alte Kameraden komponierte er noch mehr als 100 Musikstücke, darunter die Märsche In Treue fest, Graf Zeppelin und Treue um Treue, weiterhin eine Anzahl von Tänzen.
Sein Ersthonorar für Alte Kameraden betrug 20 Mark und „eine Gans“. Die Abtretung der Rechte brachte ihm 50 Mark ein. In ähnlicher Höhe lagen die Honorare für die Verkäufe seiner weiteren Werke, sodass er trotz seines musikalischen Schaffens keinen Wohlstand erringen konnte und nach seinem Tod 1922 in einem Armengrab beerdigt wurde.
Seit 2007 erinnert eine Gedenktafel, angebracht am einstigen Wohnhaus im heutigen Gorzów Wielkopolski, an den Komponisten.